# Juan Antonio Andonaegui
Juan Antonio Andonaegui y Aguirre (Motrico, Guipúzcoa, 1804 - Madrid, 4 de junio de 1880) fue un jurista español.

## Biografía
Licenciado y doctor en Cánones y Leyes por el Colegio-Universidad de Oñate. Obtuvo la cátedra de Filosofía moral (1827) de la Universidad de Oñate y la cátedra de Decretales (1829). Por la primera guerra carlista tuvo que huir a San Sebastián (1834). En septiembre de 1834 fue nombrado director general de estudios del Colegio de Humanidades de Santiago de Bilbao. De 1838 a 1840 fue bibliotecario y consiliario del Colegio-Universidad de Oñate, entonces trasladado a Vitoria, y continuó como profesor cuando en 1842 fue convertido en Instituto provincial.
En 1845 fue nombrado catedrático de derecho romano de la Universidad de Salamanca, y en 1848 se trasladó a la Universidad de Valladolid. Ocupó el cargo hasta que en 1856 fue nombrado catedrático de derecho canónico de la Universidad de Madrid. En 1860 fue nombrado también catedrático de Historia eclesiástica, Concilios y Colecciones canónicas, que ocupó hasta su muerte. Más tarde también fue nombrado decano de la Facultad de Derecho y en 1871 rector interino. En 1866 fue nombrado académico de la Real Academia de Ciencias Morales y Políticas y Rector de la Universidad de Madrid de septiembre de 1874 a febrero de 1875.

## Obras
- Programa para la cátedra de Instituciones canónicas, Madrid 1862.